# CNO cyklus

Schematické znázornění CNO cyklu

CNO cyklus je jedním ze způsobů, jak může probíhat přeměna vodíku na helium (tj. termonukleární fúze) v jádrech hvězd, nesoucí název podle toho, že při něm vznikají různé izotopy uhlíku, dusíku a kyslíku.

## Výskyt
Jedná se o hlavní zdroj energie hvězd o hmotnostech vyšších než 1,5 hmotností Slunce. Výhradně tímto způsobem probíhá syntéza helia v nitrech hmotnějších hvězd spektrálních tříd O V a B V (nejteplejší hvězdy), jejichž počáteční hmotnosti přesahují 8 hmotností Slunce, mají daleko bouřlivější život a v období hlavní posloupnosti setrvávají daleko kratší dobu (v případě těch nejtěžších jde jen o několik milionů let).

## Popis
Uhlíkové jádro 12C reaguje s volným protonem neboli jádrem atom vodíku H. Uvolňuje se foton gama a vzniká jádro 13N, které je ale nestabilní a rozpadá se radioaktivním beta rozpadem na pozitron, neutrino a jádro atomu uhlíku 13C. Toto jádro přijme další proton. Dochází ke vzniku jádra 14N a k vyzáření fotonu. Jádro atomu dusíku opět reaguje stejným způsobem s dalším protonem. Vzniká foton a kyslíkové jádro 15O, které je nestabilní a rozpadá se beta rozpadem na jádro 15N. Toto jádro přijme poslední proton a rozpadá se na dvě atomová jádra: 12C, které je použito pro další reakci a 4He - výsledný produkt termonukleární fúze.

## Objevení
K objevu CNO cyklu přispěli v první řadě James Chadwick, který v roce 1932 objevil neutron (do té doby se totiž myslelo, že helium tvoří čtyři protony - dnes již víme, že ho tvoří dva protony a dva neutrony), a Fritz Houtermans a Robert Atkinson, kteří již o tři roky dříve dokázali, že kvantové tunelování umožňuje jadernou syntézu v nitrech hvězd. Na konci 30. let, kdy už měli fyzikové hlubší znalosti o jaderných reakcích, se pak německo-americký fyzik Hans Bethe zaměřil na procesy probíhající v nitrech hvězd. Začal hledat jakousi přestupní stanici, díky které by se ze čtyř protonů stalo jádro hélia. Uvědomoval si, že se musí jednat o lehká jádra (s malým nábojem), protože do takových se budou protony snáze protunelovávat. Zkoumal tedy postupně stále těžší atomy a zjišťoval, jak na protony reagují. Ukázalo se, že tím správným atomem je uhlík. Právě to je prvek, u nějž dochází ke složitému CNO cyklu. Hans Bethe objevil také druhý způsob termonukleární reakce – proton-protonový cyklus. Oba dva uveřejnil ve své práci roku 1939, v níž představuje proces, jakým v Slunci vzniká energie (u něj převládá proton-protonový cyklus).